# 變形 (交響詩)
《變形》（德語：Metamorphosen，TrV 290，AV 142，另亦有譯作《蛻變》或《變容》）是德國作曲家理查·史特勞斯晚年所作，乃一首以23件弦樂器演奏之樂曲。此曲作於第二次世界大戰結束前數個月，在1946年1月首次演出。本曲是作曲家悼念二戰時，德國受到的巨大破壞而作——尤其是文化殿堂慕尼黑歌劇院、歌德故居及德累斯頓等所受到戰火之摧毀。
本曲的基本音樂動機乃取材自貝多芬的《英雄交響曲》中第二樂章（葬禮進行曲）。在結尾部份，可以在低音部聽到葬禮進行曲。而樂譜的結尾，作曲家亦註上「悼念」（In Memoriam）。音樂學者米高·甘乃廸（Michael Kennedy）在1999年出版，講述理查·史特勞斯傳奇的書籍中曾提及過，荷蘭作曲家馬蒂斯·魏莫倫覺得《變形》所隱含的真意，其實是理查·史特勞斯對希特勒及納粹德國沒落與末路的一種悼念──縱然普遍較接受的解釋，是理查·史特勞斯對戰火令德國的文化、藝術受到重大摧毀而感到痛惜。

## 樂曲結構
《變形》是理察·史特勞斯晚期的作品，全曲結構上展現出熟練的複性對位（complex counterpoint）技巧，可瞥見這位富創作性的作曲家對於傳統音樂理論的偏好。德語“Metamorphosen”一詞在音樂中有“主題與樂句的自由發展”之意，比一般變奏曲有更自由的變化及不受主題所約束。絃樂手既要有合奏時的織體厚度，同時亦要求每件樂器都保持獨奏的狀態，充分體現了作曲家對各樂器聲部特性的熟練掌握及運用。
全曲為自由的三段體，主題先由大提琴緩慢地引入，奠定了全曲沉重的悲哀基調。及後兩支中提琴奏出新的主題，而當中開頭由三個同音所組成的音樂動機，成為貫穿全曲的重心。再加上另外兩支中提琴獨奏的第三主題，全曲便在這三個主題中自由地發展、轉調及進行對位，並以灰暗的E小調達到頂點。
第二段由標記“稍微像流水似的”開始，中提琴以明朗的G大調奏出新的主題，它與第一段的音樂動機進行各種巧妙的對位組合，速度慢慢加快，並呈現熱烈的氣氛。當小提琴呈現的新動機加入以後，樂曲的速度再度加快，一直至標示為“激動地”的地方。高音域的旋律與和聲這刻也開始蓬勃起來。及後稍作平靜之後，各主題又依次呈現，把樂曲推到新的高潮。
最後一段裏，樂曲重新回到開頭的慢板，再次顯示細膩的“變形”和對位，小提琴的旋律把速度帶至更慢的極緩板，這時《英雄交響曲》的葬禮主題更加明確地呈現，將樂曲引入平靜的結尾。

## 樂隊編制
- 5支第一小提琴
- 5支第二小提琴
- 5支中提琴
- 5支大提琴
- 3支低音提琴